# Joppidium discolor
Joppidium discolor är en stekelart som beskrevs av Henry Keith Townes, Jr. 1962. Joppidium discolor ingår i släktet Joppidium och familjen brokparasitsteklar. Utöver nominatformen finns också underarten J. d. coxator.